# Po' boy

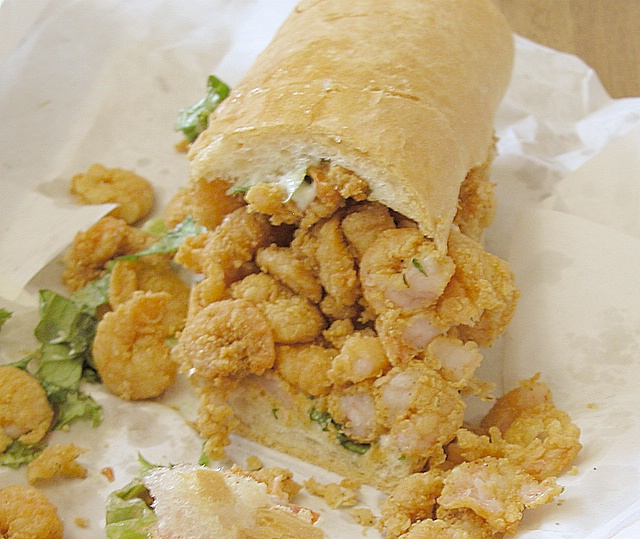
Shrimppoboy.

Po' boy (también po-boy, po boy, o poor boy) es un sandwich submarino típico de Luisiana (Cocina criolla de Luisiana). Es parecido a un bocadillo y se sirve en una baguette (denominada Louisiana French bread). Está compuesto generalmente de marisco o pescado rebozado, o carne. Se unta con mayonesa y ketchup, y suele llevar lechuga, tomate y pepinillo.